# Pabellón Puente
El Pabellón Puente fue uno de los edificios principales de la Expo 2008 de Zaragoza (España). Diseñado por la arquitecta británico-iraquí Zaha Hadid conecta el margen derecho del río con el recinto de la Expo. Su planta tiene forma de gladiolo, está cubierto y alojó salas de exposición sobre la gestión sostenible del agua. 

## Características
Se trata de un impresionante e innovador edificio horizontal entrada principal de la Exposición Internacional dedicada al Agua que se celebró en Zaragoza en el verano de 2008.
El puente ha sido diseñado por Zaha Hadid. Esta arquitecta de origen iraquí ganadora del Premio Pritzker ha definido el proyecto como uno de los más importantes de su carrera. La estructura pretende imitar a un gladiolo tendido sobre el río Ebro y tiene una longitud de 270 metros.
Arup fue la empresa encargada de la ingeniería del proyecto original y posteriormente modificado por Fhecor Ingenieros Consultores para adaptarlo al proceso constructivo adoptado por la UTE. Las labores de construcción fueron responsabilidad de la UTE formada por Dragados y Urssa, las cuales fueron adjudicatarias de todas las fases de ejecución, cimentaciones, estructura, fachada, instalaciones y acabados interiores.
La innovadora estructura comienza siendo delgada en el barrio de La Almozara para ganar anchura conforme se acerca a la margen izquierda. La construcción de este puente edificio ha suscitado enormes dificultades técnicas cuya solución han llevado los plazos de finalización de la obra a niveles críticos.
La peculiaridad de que el puente cuente con sólo dos apoyos secundarios en ambas orillas y uno principal apoyado en una mejana (isla natural en el cauce de un río), junto con la inestabilidad de los suelos fluviales de Zaragoza, ha conllevado la obligatoriedad de construir unos cimientos que han pulverizado cualquier récord de profundidad por pilotaje en España (70 metros). La construcción de estos cimientos han disparado los costes y los plazos del proyecto que originalmente se estimaron en 25 millones de euros y 2 años, pero que finalmente triplicaron esta cantidad.
Cabe destacar el método de construcción, ya que la estructura se construyó en tierra firme para, una vez completada, desplazarla a su ubicación final sobre el cauce del Ebro. Esto significa desplazar una estructura de 140 metros y 2200 toneladas durante 123 metros longitudinales y 9 laterales sin emplear ningún apoyo intermedio. El espectacular “lanzamiento” de la construcción del puente comenzó el 22 de octubre de 2007, con la presencia de la Vicepresidenta del Gobierno, María Teresa Fernández de la Vega, y el alcalde de Zaragoza, Juan Alberto Belloch. Su duración estimada fue de 1 hora y constituye un hito sin parangón en la ingeniería española.

## Expo Zaragoza 2008

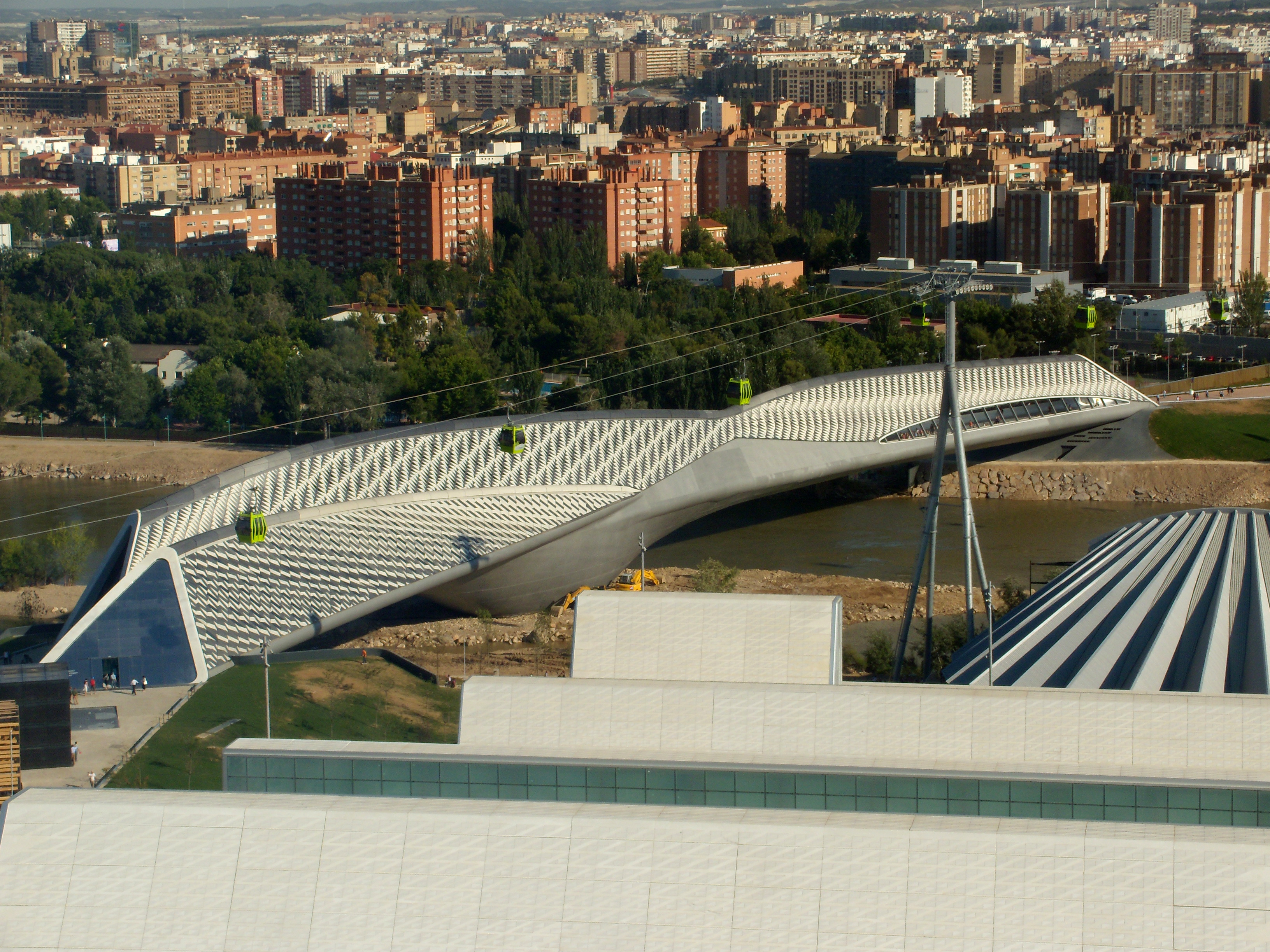
El Pabellón Puente visto desde el aire.

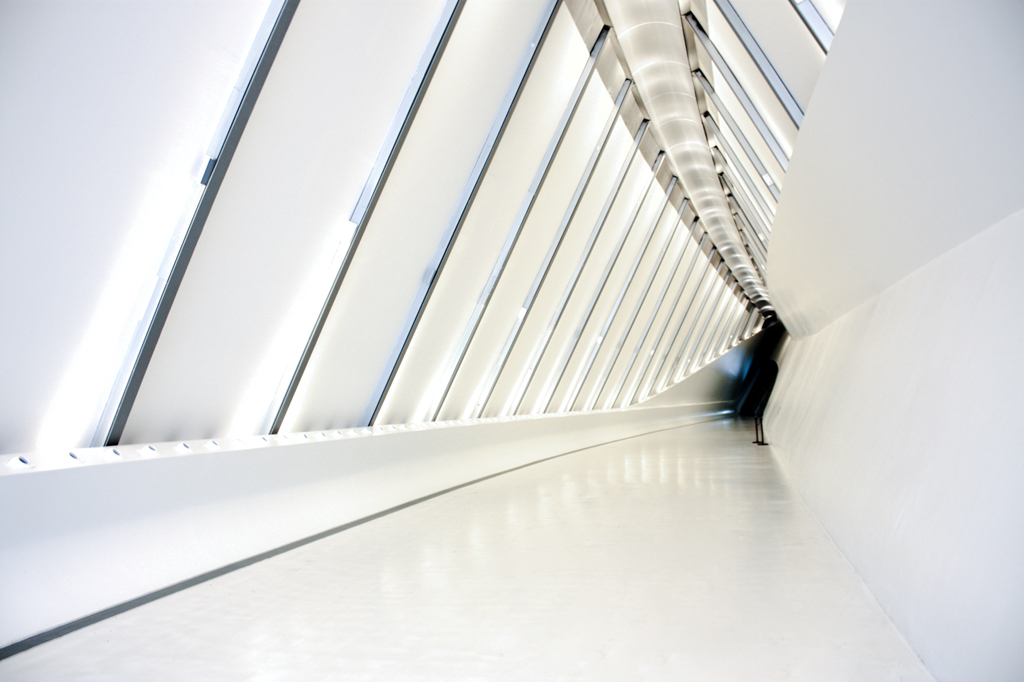
Interior del Pabellón Puente.

El Pabellón Puente durante la Exposición Internacional Zaragoza 2008 albergó la exposición "Agua, recurso único". Dentro del contexto de la muestra de agua y desarrollo sostenible, este pabellón planteó a sus visitantes el tema de que el desarrollo tecnológico pueda llevar a las personas, en el futuro, a no tener agua y carecer ya de tiempo para lograr soluciones. Se da un paralelismo entre el moderno diseño del edificio por fuera y el daño que la propia modernidad puede hacer al agua, el principal recurso e insustituible en la mayoría de los casos ("recurso único").
La visita comenzaba tras pasar tres torres de diversos materiales en las que, entre cascadas de agua, podían leerse los litros que cuestan la ropa, distintos alimentos, etc. Posteriormente se accedía al edificio tras subir la pequeña rampa donde se encuentran las torres. Inicialmente, unas pantallas reflejaban comparativas de datos sobre población actual, pasada y futura, expresando la importancia del agua para todos y su necesidad. Tras estas pantallas aparecían otras alargadas en las que se sucedían más datos relativos a esto. Por una rampa se subía a la segunda planta, donde continuaba tratándose este tema en unos paneles. Al llegar a la parte de arriba, una luz al final en el techo recordaba que aún hay alguna esperanza en el ser humano, que las políticas de ahorro y educacionales todavía pueden dar sus frutos y salvar al planeta.
Donde acababa la visita también podían apreciarse salas anexas (hoy vacías, sólo con aparatos de aire acondicionado del estilo del Pabellón que se encienden con el contacto humano) y unas maravillosas vistas al río Ebro y a la zona de las Plazas temáticas.

## Después de la Expo
En Zaragoza el debate está en la calle sobre la continuidad del Pabellón Puente. Una de las principales cuestiones es cómo proteger un elemento arquitectónico de diferente tipo de agresiones.
Las posibilidades se centran en:
- Cierre de la parte transitable del puente mediante puertas, con lo que este Pabellón Puente no permitiría cruzar de una parte a otra del Ebro a cualquier persona a cualquier hora.

- Colocación de guardias de seguridad las 24 horas del día.

- Mantenimiento de las cámaras de seguridad instaladas para la Expo 2008.

Por otro lado, la parte cerrada del Pabellón Puente (la que alberga la exposición "Agua, recurso único")  será tratada como sala de exposiciones.
El puente ha sido utilizado por diferentes empresas publicitarias, rodando varios anuncios de automóviles, como Audi, Rolls Royce o Peugeot, debido a su peculiar diseño arquitectónico.
En los últimos años, en este icono de la Expo, de Zaha Hadid, se han realizado obras para  una reconversión total del Pabellón Puente, a fin de adaptarlo a su nuevo uso: ser sede de Mobility City, que se inauguró en febrero de 2023 por el rey Felipe VI, exposición en la que en el primer año han visitado 200.000. En noviembr de 2024 ha sido nesesario un refuerzo de la cubierta para proteger de los vientos y la lluvja 